# Đắk Nang
Đắk Nang là một xã thuộc huyện Krông Nô, tỉnh Đắk Nông, Việt Nam.

## Địa lý
Xã Đắk Nang nằm ở phía nam huyện Krông Nô, có vị trí địa lý:
- Phía đông giáp tỉnh Đắk Lắk và xã Quảng Phú
- Phía tây và phía bắc giáp xã Đức Xuyên
- Phía nam giáp huyện Đắk Glong.

Xã có diện tích 41,99 km², dân số năm 1999 là 1.810 người, mật độ dân số đạt 43 người/km².

## Hành chính
Xã Đắk Nang được chia thành 5 thôn: Phú Cường, Phú Lợi, Phú Tân, Phú Thịnh, Phú Tiến và buôn Krue.

## Lịch sử
Xã Đắk Nang được thành lập vào tháng 5 năm 1992 trên cơ sở điều chỉnh 1.950 ha diện tích tự nhiên và 1.429 người của xã Quảng Phú, 1.500 ha diện tích tự nhiên của xã Đức Xuyên.
Sau khi thành lập, xã có 3.450 ha diện tích tự nhiên và 1.429 người.
Ngày 30 tháng 9 năm 2019, Hội đồng Nhân dân tỉnh Đắk Nông ban hành Nghị quyết 24/NQ-HĐND về việc:
- Sáp nhập thôn Phú Mỹ vào buôn Krue
- Chia tách một phần của thôn Phú Tân thành lập Thôn Phú Tiến
- Phần còn lại giữ nguyên tên thôn Phú Tân.